# Ирлес, Брюно
Брюно Ирлес (фр. Bruno Irles; род. 16 августа 1975, Рошфор) — французский футболист и тренер.

## Карьера
Воспитанник «Монако». Практически всю свою карьеру Ирлес провёл в стане монегасков. Несколько лет он был в составе клуба, однако за основу «Монако» защитник играл периодически, довольствуясь выступлениями за молодёжную команду. Несмотря на это, он провёл за монегасков 84 игры и дважды становился с ними чемпионом Франции. Завершал свою карьеру футболист в «Амьене».
Закончив играть, Брюно Ирлес перешёл на работу в академию «Монако». Он руководил юношескими командами клуба, а с 2011 по 2013 год специалист возглавлял «Монако B». После своего ухода из команды Ирлес два года входил в тренерский штаб «Арль-Авиньона».
20 июля 2016 года француз был назначен на пост главного тренера молдавского «Шерифа». С ходу Ирлес привёл команду к победе в Суперкубке Молдавии, однако затем её результаты ухудшились. 23 сентября «Шериф» потерпел рекордно крупное поражение в истории противостояний с кишинёвской «Дачией» (0:3). После этого результата тренер был отправлен в отставку.

## Достижения

### Футболиста
- Чемпион Франции (2): 1996/97, 1999/2000

### Тренера
- Обладатель Суперкубка Молдавии: 2016